# Xenoturbella westbladi
Xenoturbella westbladi är en djurart som tillhör fylumet paradoxmaskar, och som först beskrevs av Olle Israelsson 1999.  Xenoturbella westbladi ingår i släktet bockadjur, och familjen Xenoturbellidae. Arten är reproducerande i Sverige. Inga underarter finns listade i Catalogue of Life.